# 文帝行玺金印

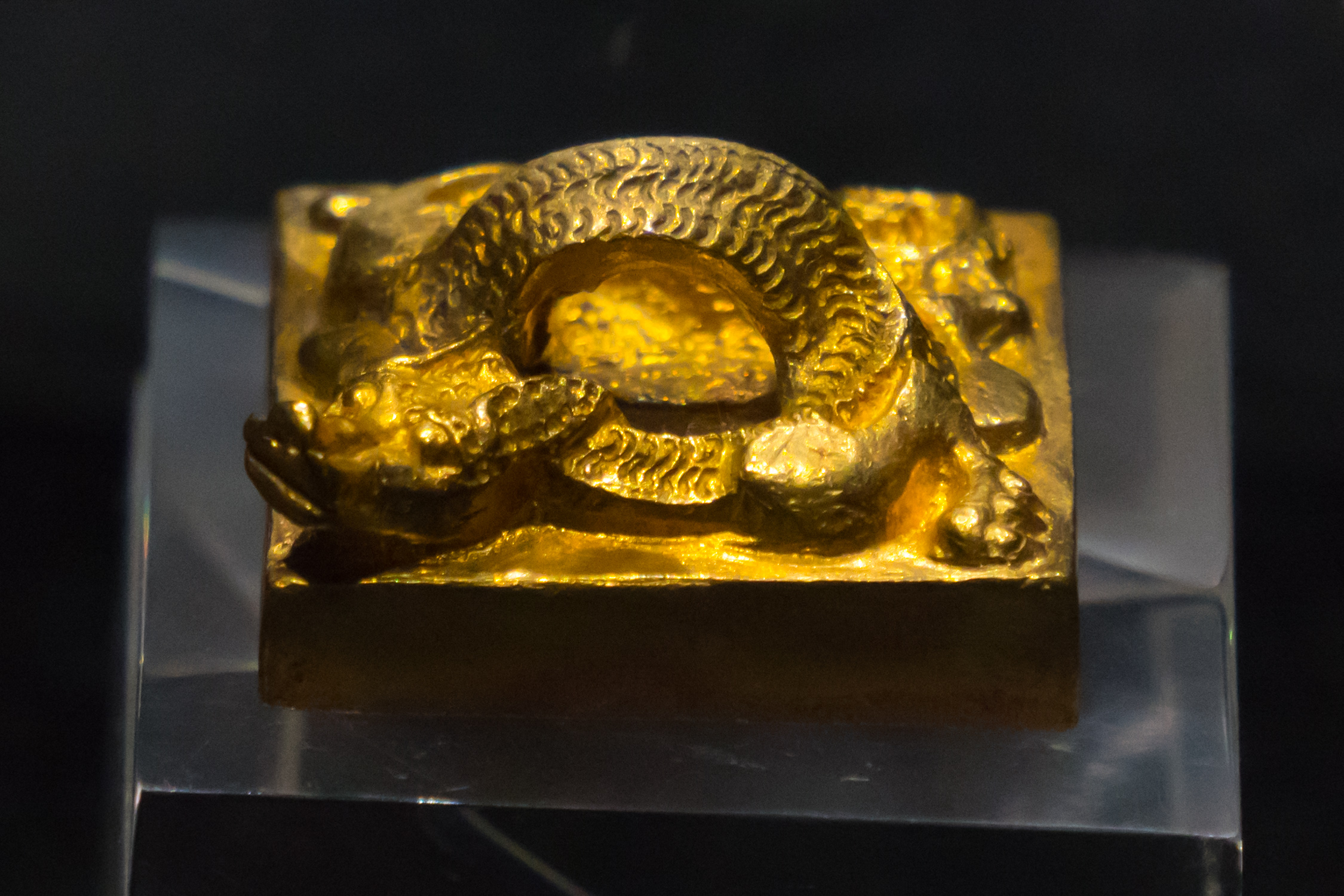
现藏于南越王博物院王墓展区内的“文帝行玺”龙钮金印

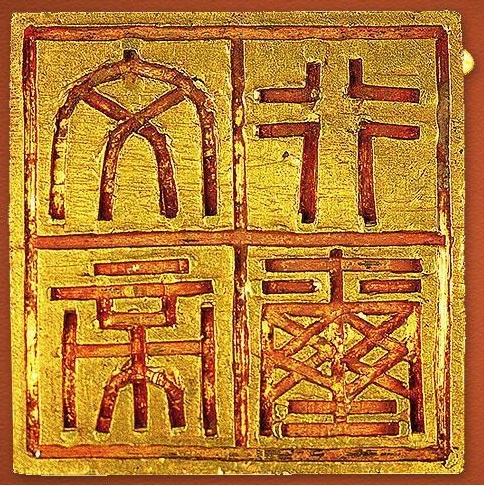
文帝行玺金印的印面

“文帝行玺”金印是南越国文帝赵眜生前的皇帝玺印，为迄今最大的一枚西汉金印。该印于1983年在广州解放北路发现的南越王墓内出土，现珍藏于南越王博物院王墓展区。
该印长3.1厘米、宽3厘米、高1.8厘米、重148.5克，含金量98％。呈方形，田字方格，阴刻“文帝行玺”4字，小篆体。龙形花纹，形态逼真，利用龙身拱起的横穿以系组绶，也可作捉手。出土于墓主丝褛玉衣的胸部。它是中国考古发掘出土的首枚“皇帝”印玺，也是目前发现的最大西汉金印。